# Майкъл Фоул
Майкъл Колин Фоул (на английски: Colin Michael Foale) е британско-американски астронавт изследовател на НАСА, извършил 6 космически полета с обща продължителност 373 денонощия 18 часа 22 минути 51 секунди.

## Биография
Роден е 6 януари 1957 г. в гр. Лаут (на английски: Louth) графство Линкълншир (Англия). Когато Фоул е дете, семейството му пристига в Кембридж, където и израства. През 1975 г. след завършване на училището Кингс Скул (на английски: The King's School) в Кентърбъри, Майкъл постъпва в Кралския колеж (на английски: Queens' College) на Кеймбриджкия университет. През 1978 г., след завършване на колежа, получава степен бакалавър по Астрофизика.
През 1982 г. Фоул завършва докторантура в Кембриджкия университет и става доктор на науките (на английски: Ph. D.) в областта на астрофизиката. След това Фоул пристига в Хюстън (САЩ), където започва работа в авиостроителната компания McDonnell Douglas. След около година Фоул започва работа в НАСА, в Космическия център „Линдън Джонсън“.

## Работа в НАСА
През 1983 г. Майкъл Фоул взема участие в конкурса за 10-и набор на астронавти на НАСА, и на 12 февруари 1984 г., като един от 128 финалиста, е изпратен за изследване и събеседване в Хюстън, но не е зачислен.
През август 1987 г. Фоул е зачислен в отряда на астронавтите на група-12 като специалист на полета. През август 1988 г., след завършване на пълния курс по космическа подготовка, получава квалификация специалист на полета и е назначен в Отдела астронавти на НАСА, където се занимава с проверка и изпитания на бордовото оборудване на совалките. После Фоул се занимава с разработка на комплексни операции за спасяване на екипажа на Международната космическа станция.

## Космически полети
| Емблема                                                                                      | Старт                                                       | Описание | Описание | Кацане                                                      | Обща продължителност                                        |                                                             |                                                             |
| Първи полет: специалист на полета на Атлантис, мисия STS-45                                  | Първи полет: специалист на полета на Атлантис, мисия STS-45 | Първи полет: специалист на полета на Атлантис, мисия STS-45                                                                                       | Първи полет: специалист на полета на Атлантис, мисия STS-45                                                                                       | Първи полет: специалист на полета на Атлантис, мисия STS-45 | Първи полет: специалист на полета на Атлантис, мисия STS-45 | Първи полет: специалист на полета на Атлантис, мисия STS-45 | Първи полет: специалист на полета на Атлантис, мисия STS-45 |
| -------------------------------------------------------------------------------------------- | ----------------------------------------------------------- | --- | --- | ----------------------------------------------------------- | ----------------------------------------------------------- | ----------------------------------------------------------- | ----------------------------------------------------------- |
|                                                                                              | 24 март 1992 г.                                             | | | 2 април 1992 г.                                             | 8 денонощия 22 часа 10 минути 24 секунди                    |                                                             |                                                             |
| Втори полет: специалист на полета на Дискавъри, мисия STS-56                                 |                                                             | | |                                                             |                                                             |                                                             |                                                             |
|                                                                                              | 8 април 1993 г.                                             | | | 17 април 1993 г.                                            | 9 денонощия 6 часа 9 минути 22 секунди                      |                                                             |                                                             |
| Трети полет: специалист на полета на Дискавъри, мисия STS-63                                 |                                                             | | |                                                             |                                                             |                                                             |                                                             |
|                                                                                              | 3 февруари 1995 г.                                          | Едно излизане в открития космос (9 февруари), продължителност 4 часа 39 минути                                                                    | Едно излизане в открития космос (9 февруари), продължителност 4 часа 39 минути                                                                    | 11 февруари 1995 г.                                         | 8 денонощия 6 часа 29 минути 36 секунди                     |                                                             |                                                             |
| Четвърти полет: бординженер-2 23—24 експедиция на ОС „Мир“ (Атлантис, мисии STS-84 и STS-86) |                                                             | | |                                                             |                                                             |                                                             |                                                             |
|                                                                                              | 15 май 1997 г. (STS-84)                                     | Едно излизане в открития космос (6 септември), продължителност 6 часа 0 минути. За този полет М. Фоул е награден със златен медал „Юрий Гагарин“. | Едно излизане в открития космос (6 септември), продължителност 6 часа 0 минути. За този полет М. Фоул е награден със златен медал „Юрий Гагарин“. | 6 октомври 1997 г. (STS-86)                                 | 144 дни 13 часа 48 минути 43 секунди                        |                                                             |                                                             |
| Пети полет: специалист на полета на Дискавъри, мисия STS-103                                 |                                                             | | |                                                             |                                                             |                                                             |                                                             |
|                                                                                              | 20 декември 1999 г.                                         | Едно излизане в открития космос (23 декември), продължителност 8 часа 10 минути                                                                   | Едно излизане в открития космос (23 декември), продължителност 8 часа 10 минути                                                                   | 28 декември 1999 г.                                         | 7 денонощия 23 часа 11 минути 34 секунди                    |                                                             |                                                             |
| Шести полет: командир на 8-и дълговременен екипаж на МКС и бординженер на Союз ТМА-3         |                                                             | | |                                                             |                                                             |                                                             |                                                             |
|                                                                                              | 18 октомври 2003 г.а (Союз ТМА-3)                           | Едно излизане в открития космос (26 февруари), продължителност 3 часа 55 минути                                                                   | Едно излизане в открития космос (26 февруари), продължителност 3 часа 55 минути                                                                   | 30 април 2004 г. (Союз ТМА-3)                               | 194 дни 18 часа 33 минути 12 секунди                        |                                                             |                                                             |